# Songs from the Labyrinth
Songs from the Labyrinth – ósmy album studyjny Stinga. Zawiera muzykę skomponowaną przez Johna Dowlanda, twórcę epoki renesansu.
W Polsce nagrania osiągnęły status złotej płyty.
Kiedy Dominic Miller podarował Stingowi XVI-wieczną lutnię, zapoczątkowało to jego zainteresowanie, a potem zauroczenie tym instrumentem, a także przypomniało mu ponad 25-letnią fascynację muzyką renesansowego angielskiego kompozytora – Johna Dowlanda, zdaniem Stinga pierwszego w historii pisarza piosenek. Później Sting poznał bośniackiego wirtuoza lutni – Edina Karamazova, i zaprosił go do współpracy. Aby pełniej uczestniczyć w realizacji nagrania albumu, Sting sam nauczył się gry na lutni i w dwóch utworach na płycie towarzyszy temu lutniście.

## Lista utworów
1. „Walsingham” – 0:38
2. „Can she excuse my wrongs?” – 2:36
3. „Ryght honorable ...” – 0:40
4. „ Flow my tears (Lachrimae)” – 4:42
5. „ Have you seen the bright lily grow?” – 2:35
6. „...Then in time passing on...” – 0:32
7. „The Battle Galliard” – 3:01
8. „The lovest trees have tops” – 2:16
9. „...And accordinge as I desired ther cam a letter...” – 0:55
10. „Fine knacks for ladies” – 1:50
11. „...From thence I went to the Landgrave of Hessen...” – 0:24
12. „Fantasy” – 2:42
13. „Come, heavy sleep” – 3:45
14. „Forlorn Hope Fancy” – 3:07
15. „...And from thence I had great desire to see Italy...” – 0:29
16. „ Come again „ – 2:56
17. „Wilt thou unkind thus reave me?” – 2:40
18. „...After my departures I caled to mynde...” – 0:29
19. „ Weep you no more, sad fountains” – 2:38
20. „ My Lord Willoughby's Welcome Home” – 1:34
21. „Clear or cloudy” – 2:47
22. „...men say that the Kinge of Spain...” – 1:01
23. „In darkness let me dwell” – 4:07